# 红莓苔子
红莓苔子又名大果毛蒿豆（学名：Vaccinium oxycoccos）为杜鹃花科越桔属下的一个种。

## 扩展阅读
維基物種上的相關：红莓苔子